# Corporales
Corporales és un municipi de la Rioja, a la regió de la Rioja Alta. Inclou les poblacions de Corporales i Morales. La seva població envellida a causa de l'emigració es dedica a l'agricultura, encara que es conserven cases de cap de setmana.

## Geografia
Limita a l'est amb Santo Domingo de la Calzada, a l'oest amb Grañón i al sud amb Santurde de Rioja.

## Història
Apareix en un escrit de 1180 on Sanxa de Hervías donava a Santo Domingo de la Calzada una vinya a Corporales.

## Comunicacions
Carretera LR-323 des de la N-120 prop del pont de Santo Domingo de la Calzada, passant per Corporales, Morales, Carrasquedo i Grañón.